# エドワード・スタイケン
エドワード・スタイケン（Edward Steichen, 1879年3月27日 - 1973年3月25日）は、アメリカ合衆国の写真家。また画家でもあり、美術館・ギャラリーのキュレイターでもあった。
1902年には、アルフレッド・スティーグリッツらとともに、フォト・セセッションを結成し、ピクトリアリスム作品で名を成す。1911年に「Art et Decoration」誌に掲載されたスタイケンの写真は、ファッション写真の草分けとして知られる。その後も「ヴォーグ」誌・「ヴァニティ・フェア」誌などで活躍し、ファッション写真の黎明期を代表する写真家となる。あわせて、ポートレートの分野においても有名。また、1944年に製作したドキュメンタリー映画『The Fighting Lady』で、翌年度のアカデミー賞を受賞している。
また30年以上、園芸にのめり込み、1930年代にはアメリカのデルフィニウム協会の会長を5期に渡り務めている。アイリスのハイブリッド種には彼の名にちなみ「ムシュー・スタイケン」と命名されたものもある。
単なる写真家としての活動にとどまらず、1947年にはニューヨーク近代美術館のディレクター（写真部門）に就任。後世まで大きな影響を与える写真展「ファミリー・オブ・マン」展を企画・開催する（1955年）ことなどにより、写真の普及にも尽力・貢献した。

## 生涯

### 生い立ち
ルクセンブルクに、父、ジャン＝ピエール、母、マリー・ケンプの子として生まれる。2歳の時、家族とともにアメリカ合衆国・イリノイ州シカゴに移住する。家族には他に妹のリリアンがおり、彼女は後に詩人のカール・サンドバーグと結婚した。一家はエドワードが10歳の時に、ウィスコンシン州ミルウォーキーに移る。15歳で石版工見習いとなり、その後独学で絵画を学ぶ。さらに仕事場の近くにカメラ屋があったことから、写真にも興味を抱くようになる。16歳の時に初めて買ったカメラは、コダックのボックスカメラの中古品であった。やがて、同じように絵画と写真に興味を持つ友人達と、ミルウォーキーのオフィスビルの小さな部屋を借り、美術サークルを結成した。1900年にアメリカに帰化。

### 家庭
スタイケンは1903年にクララ・スミスと最初の結婚をした。彼らはキャサリンとメアリーの2人の娘を儲けたが、1922年に離婚した。スタイケンは1923年にドナ・グローバーと2度目の結婚をした。彼女は1957年に死去した。1960年、80歳のスタイケンはジョアンナ・トーブと再々婚した。彼女はスタイケンが亡くなるまで連れ添い、2010年に77歳で死去した。

### スティーグリッツとの協力関係
1900年にパリを旅行し、その帰りにニューヨークに立ち寄った時に、アルフレッド・スティーグリッツと知り合う。その際、スティーグリッツはスタイケンの絵画を称賛し、さらに彼の写真のプリントも3枚購入した。1902年、「カメラ・ワーク」誌の創刊を準備していたスティーグリッツの依頼で、同誌のロゴデザインを担当する。1904年、スタイケンは当時まだ実用化されていなかったカラー写真の研究を始める。その中の一つは、アメリカで最も早い時期に撮影されたオートクローム作品の一つであった。1905年には、スティーグリッツによる291ギャラリー（ニューヨーク）の開設に協力する。
1911年、スタイケンはフランスの出版業者であるルシアン・フォーゲル（後『ガゼット・デュ・ボン・トン』誌発行人）の依頼により、彼が発行人を務める『Art et Decoration』誌でファッション写真を担当することになった。スタイケンはこの時、ポール・ポワレデザインによるガウンの写真を数枚撮り、これらは同誌の1911年4月号に掲載された。ジェシー・アレキサンダーによるとこれらの写真は、「現在『ファッション写真』と呼ばれている物の先駆的な作品」であり、「シンプルな描写とは対照的に、見る者にそれらの外見のみならず、物質的な性質をも十分に伝わるように撮られている」。
第一次世界大戦中はアメリカ遠征軍の写真部で軍事写真を手がけた。戦後はそれまでのピクトリアリスム作品からストレートフォトグラフィに転じ、徐々にファッション写真への比重を強めていく。1928年のスタイケンによるグレタ・ガルボのポートレートは、彼女の最も有名な写真の一つとなっている。

### 後半生
1943年、スタイケンはアンセル・アダムスの最初の写真集『Moonrise, Hernandez, New Mexico was in U.S. Camera Annual 1943』の監修を担当する。これは翌年のニューヨーク近代美術館での同名の個展に先立つものであった。
第二次世界大戦中は、アメリカ海軍航空隊写真部隊の隊長を務め、彼による戦争ドキュメンタリー『The Fighting Lady』は、1945年のアカデミー長編ドキュメンタリー映画賞を受賞している。戦後は、ニューヨーク近代美術館の写真部門ディレクターを1962年まで務めた。
その他の業績としては、1955年にニューヨーク近代美術館で企画した、世界68ヶ国の200人余りの写真家による、人々の生と死、愛をテーマにした500枚を超える作品から成る写真展「ザ・ファミリー・オブ・マン（The Family of Man）」がよく知られている。なお、スタイケンの義弟に当たるカール・サンドバーグが同展のカタログの序文を執筆している。スタイケンの希望により、「ザ・ファミリー・オブ・マン」は母国ルクセンブルクに寄贈され、現在も同国のクレヴォーで永久保存されている。
1963年12月6日、当時のリンドン・ジョンソン大統領から、大統領自由勲章を贈られた。
スタイケンは1928年、コネチカット州レディングの郊外に農場を購入し、後にそれは彼自身によって「Umpawaug」と呼ばれた。スタイケンは1973年に亡くなるまでそこに住み続けた。彼の死後、その農場は「トップストーン・パーク」の名前で知られる公園となった。

## 『池と月光』

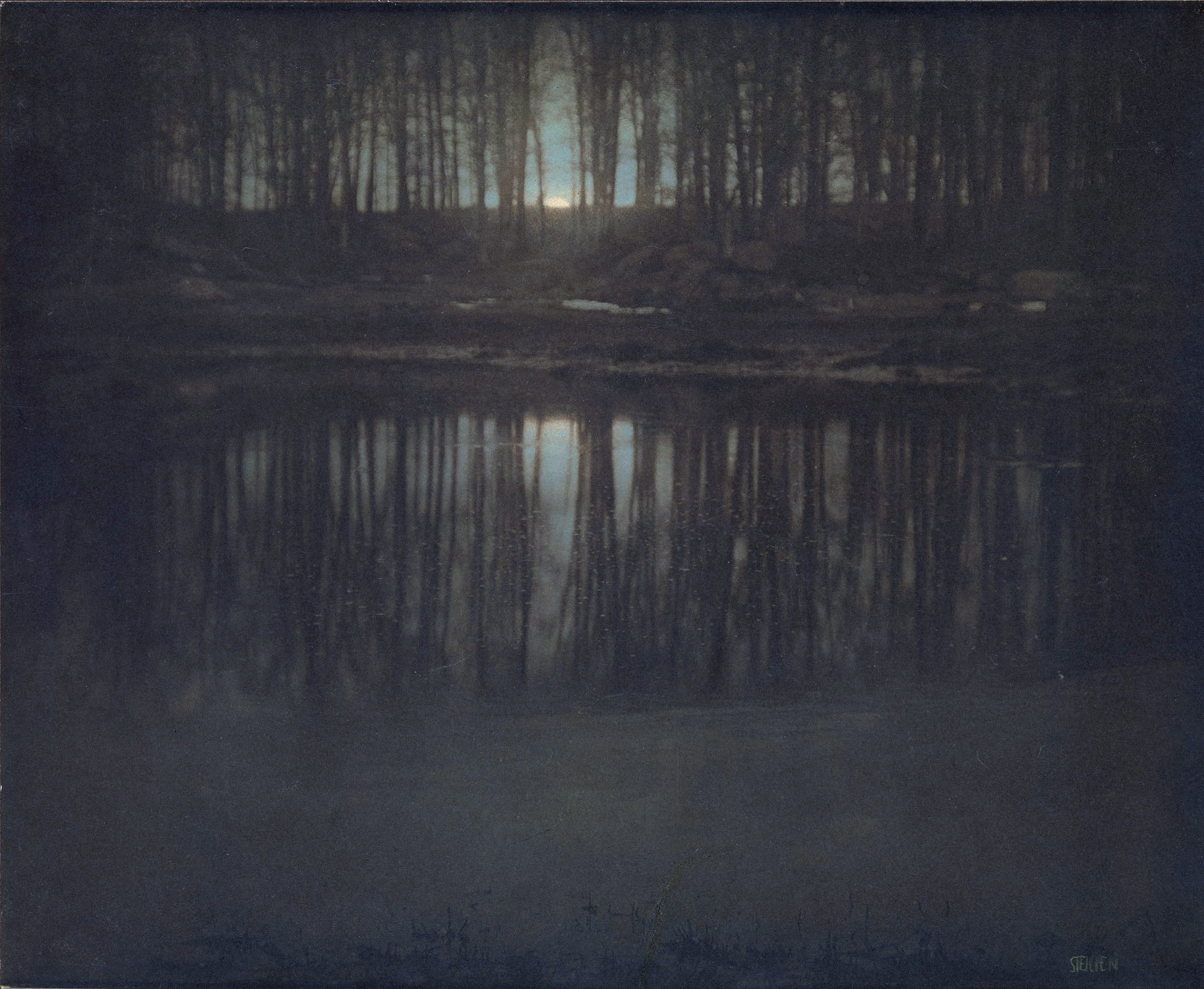
『池と月光』

2006年2月、スタイケンの初期のピクトリアリスム作品『池と月光』（1904年）のプリントがオークションにかけられ、その当時では史上最高値である290万ドル（約3億5千万円）で落札された。
スタイケンは、『池と月光』をニューヨーク・ママロネックにある、彼の友人で批評家のチャールズ・カフィンの家の近くで撮影した。この写真は森と池、そして木々の間から差込み、池に反射している月光が題材となっている。このプリントはカラーであるが、最初のカラー写真技法であるオートクロームは当時まだ開発されておらず、スタイケンは印画紙にガムプリント（ゴム印画）を多重に焼き付けることによって、カラー写真の効果を出すことに成功している。だが、その制作技法故に、現存する『池と月光』のプリントは3枚のみで、残る2枚は美術館に収蔵されている。
『池と月光』に対する破格の買値は、この作品にある種の性格と稀少さを加えることに幾分貢献している。

## ギャラリー

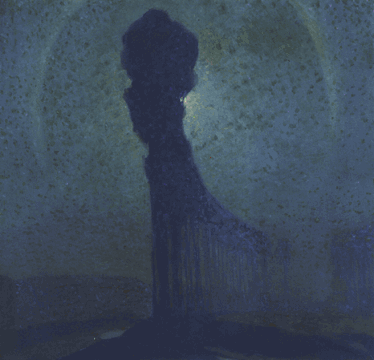
『並木道の風景』、スタイケン画、1902年
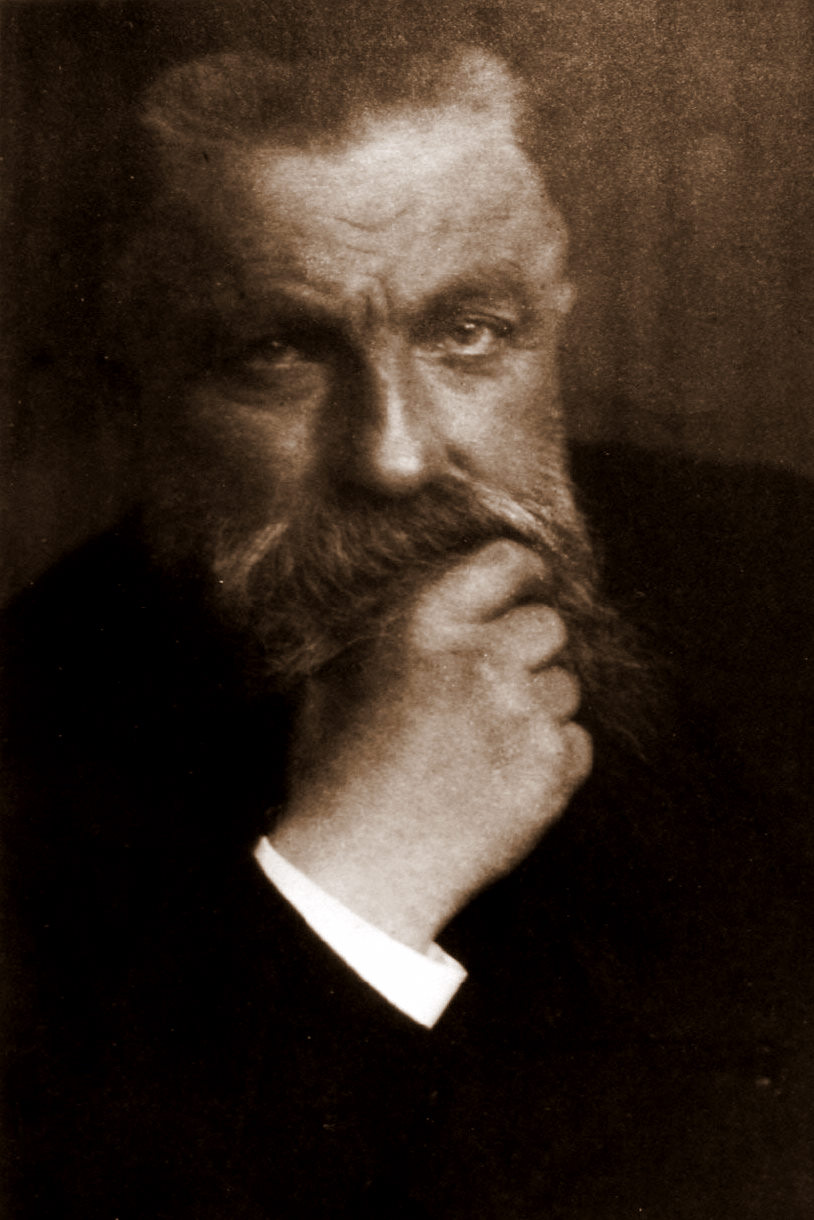
『オーギュスト・ロダンの肖像』、1902年
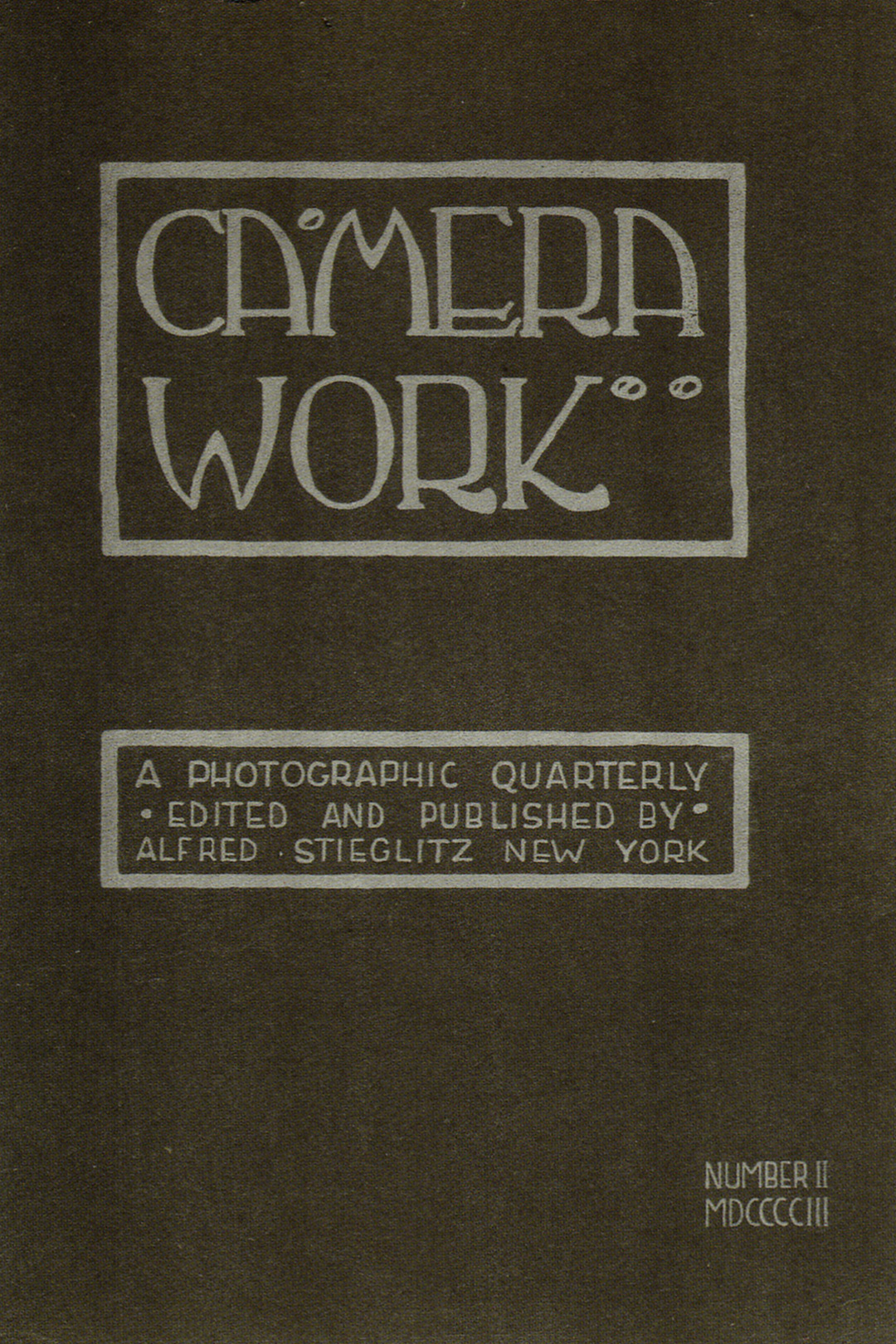
「カメラワーク」誌表紙、スタイケンによるデザインとロゴワーク
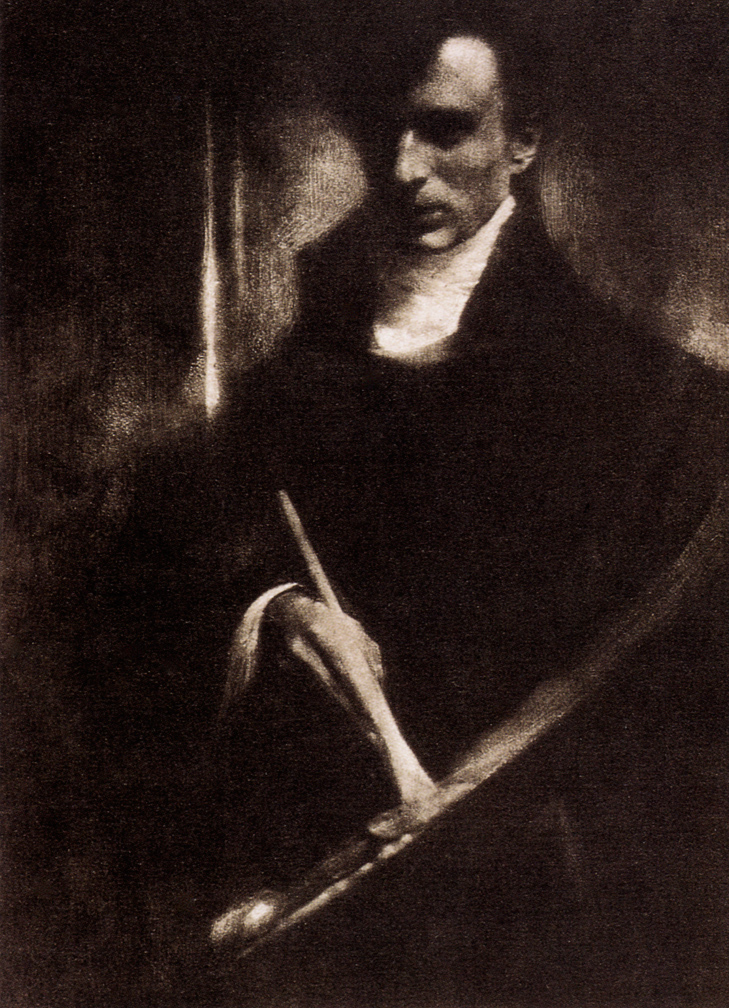
『自画像』、1903年
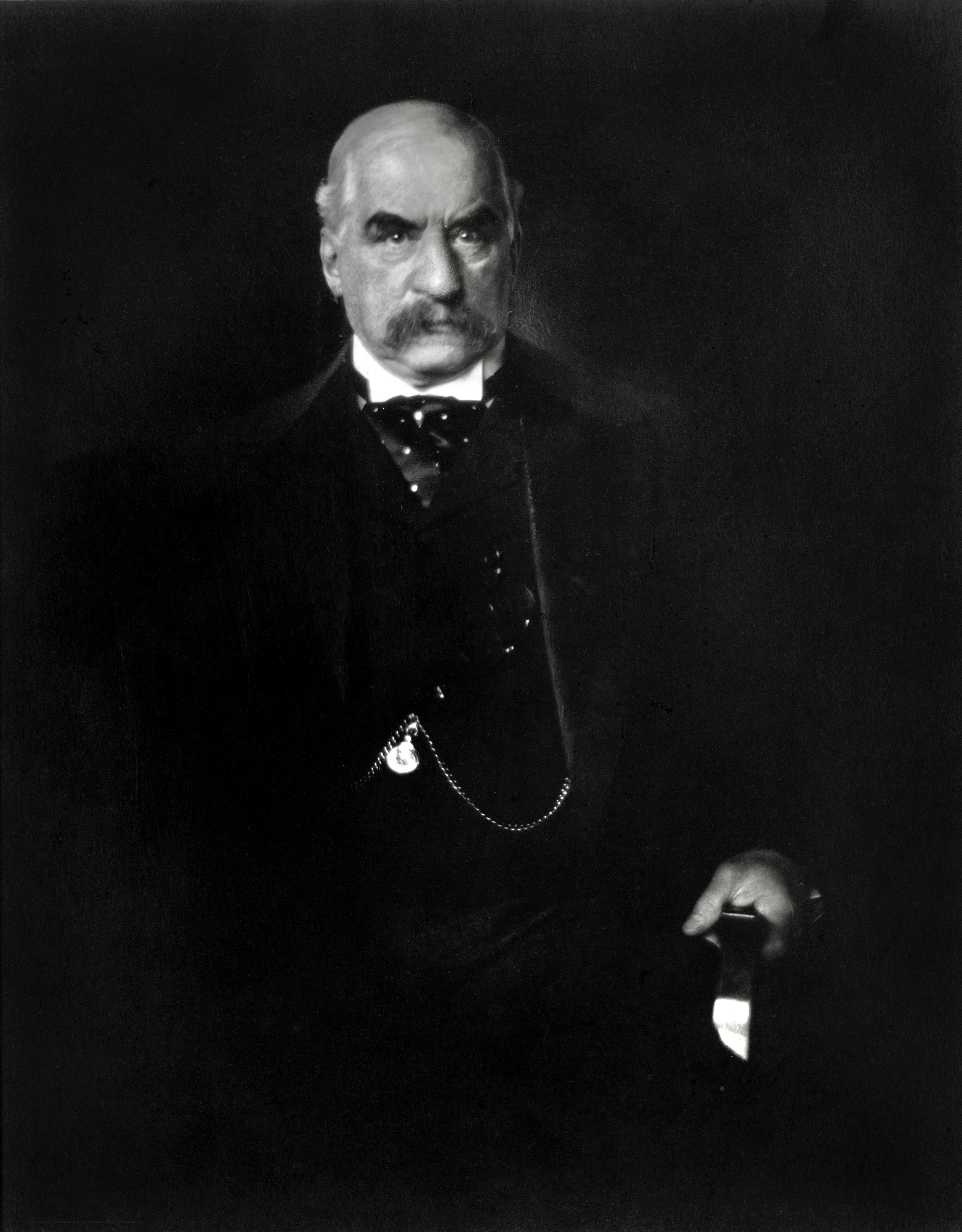
『ジョン・モルガンの肖像』、1903年
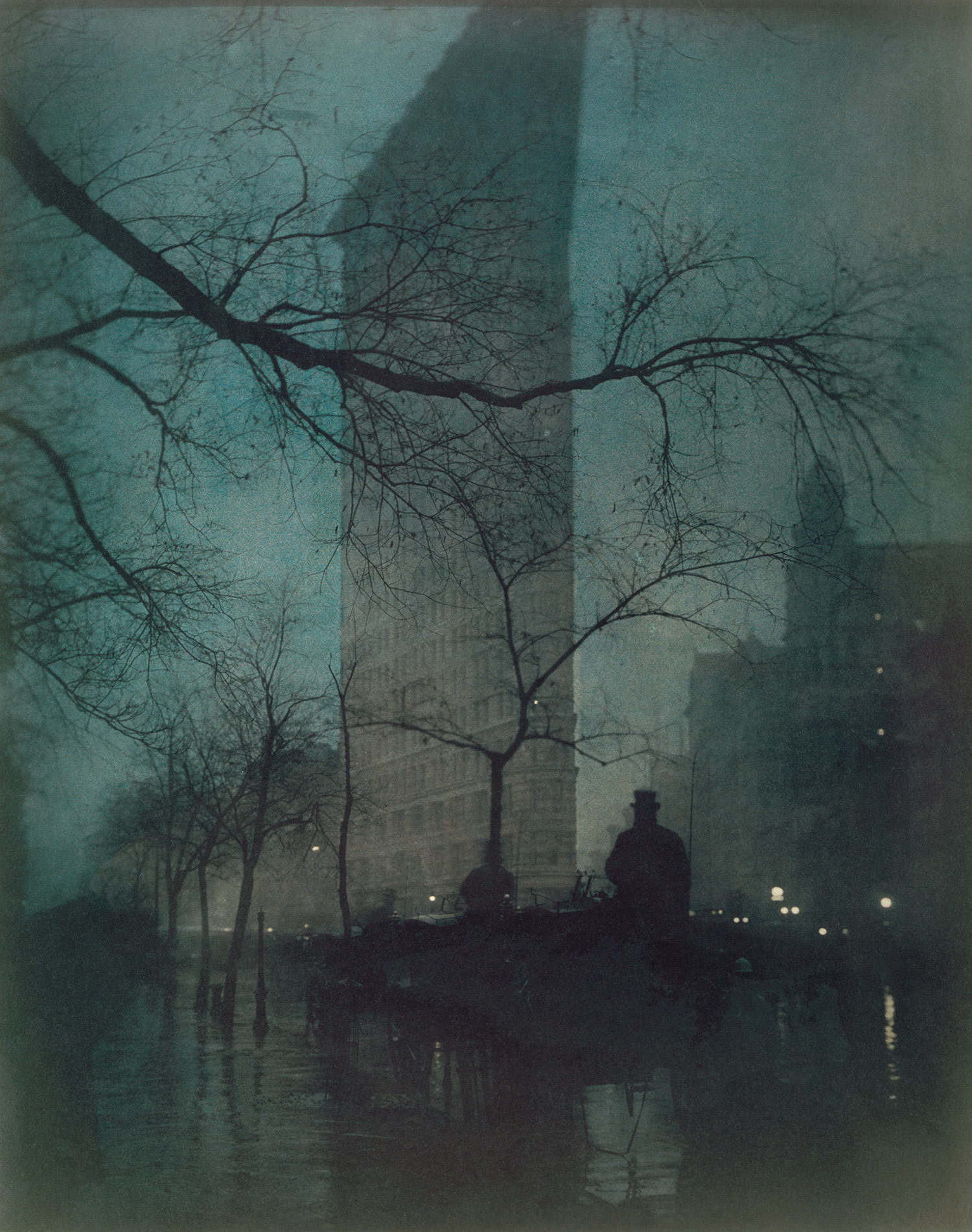
『フラットアイアンビルディング』、1904年
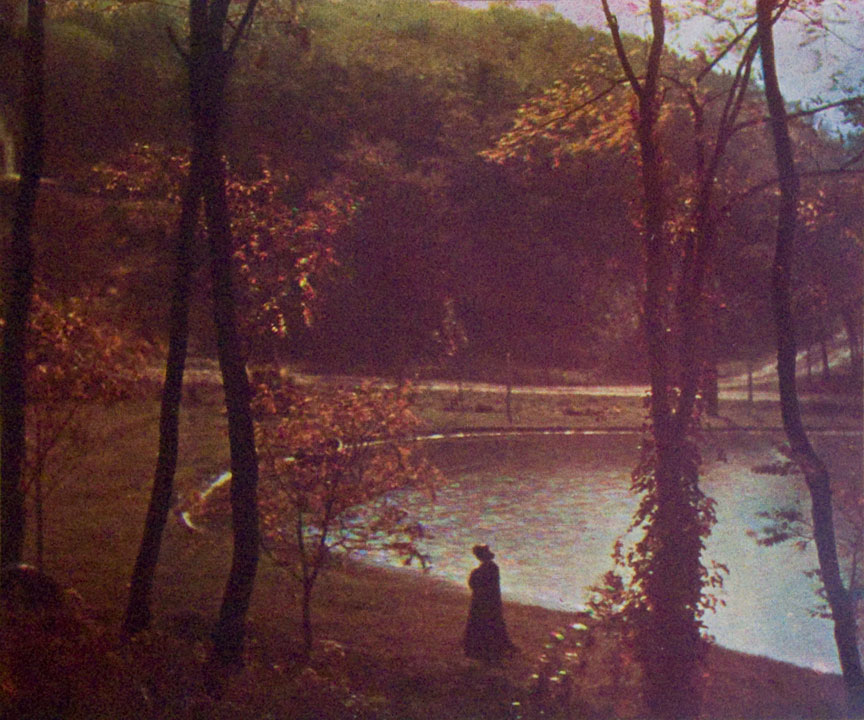
『3色カラーによる習作』、1906年
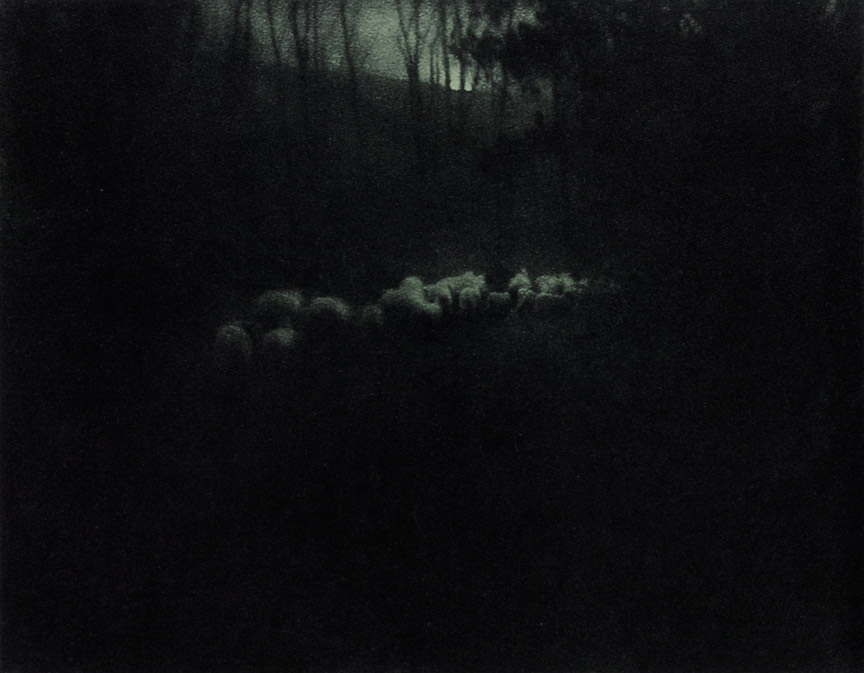
『牧歌と月光』、1907年
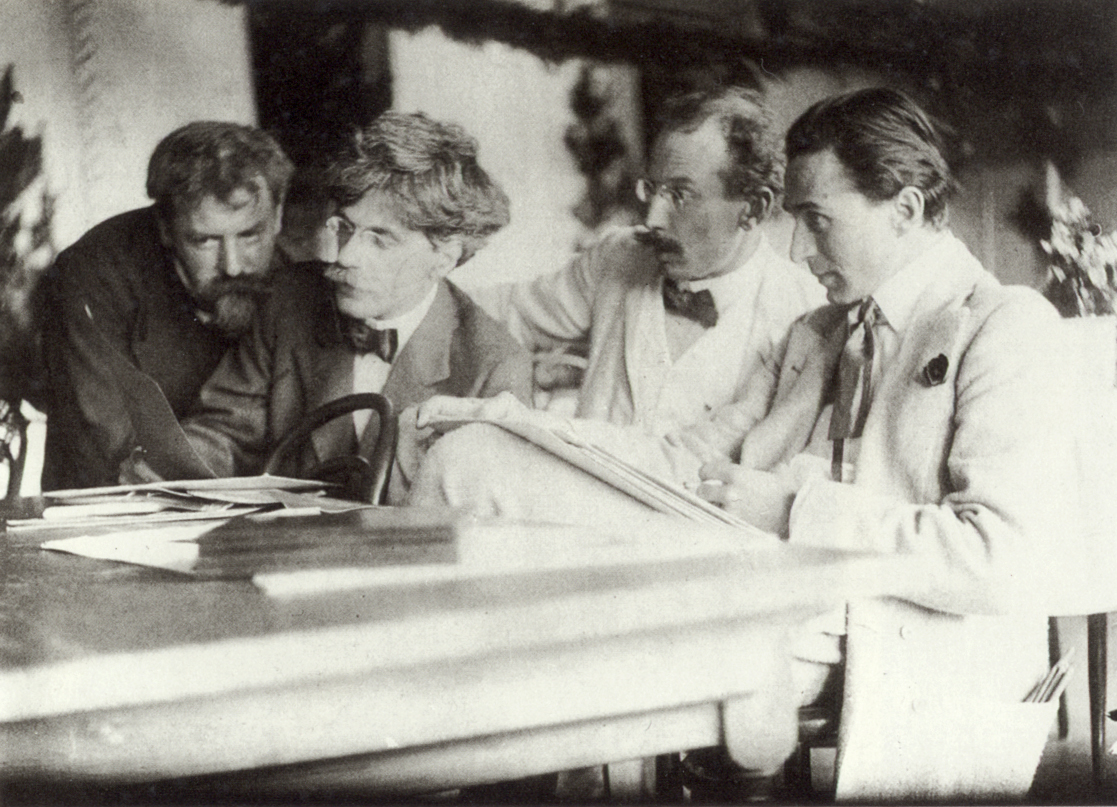
『ユージンの作品を囲むユージン、スティーグリッツ、クーン及びスタイケン』、フランク・ユージン撮影、1907年。左からユージン、スティーグリッツ、ハインリッヒ・クーン、スタイケン
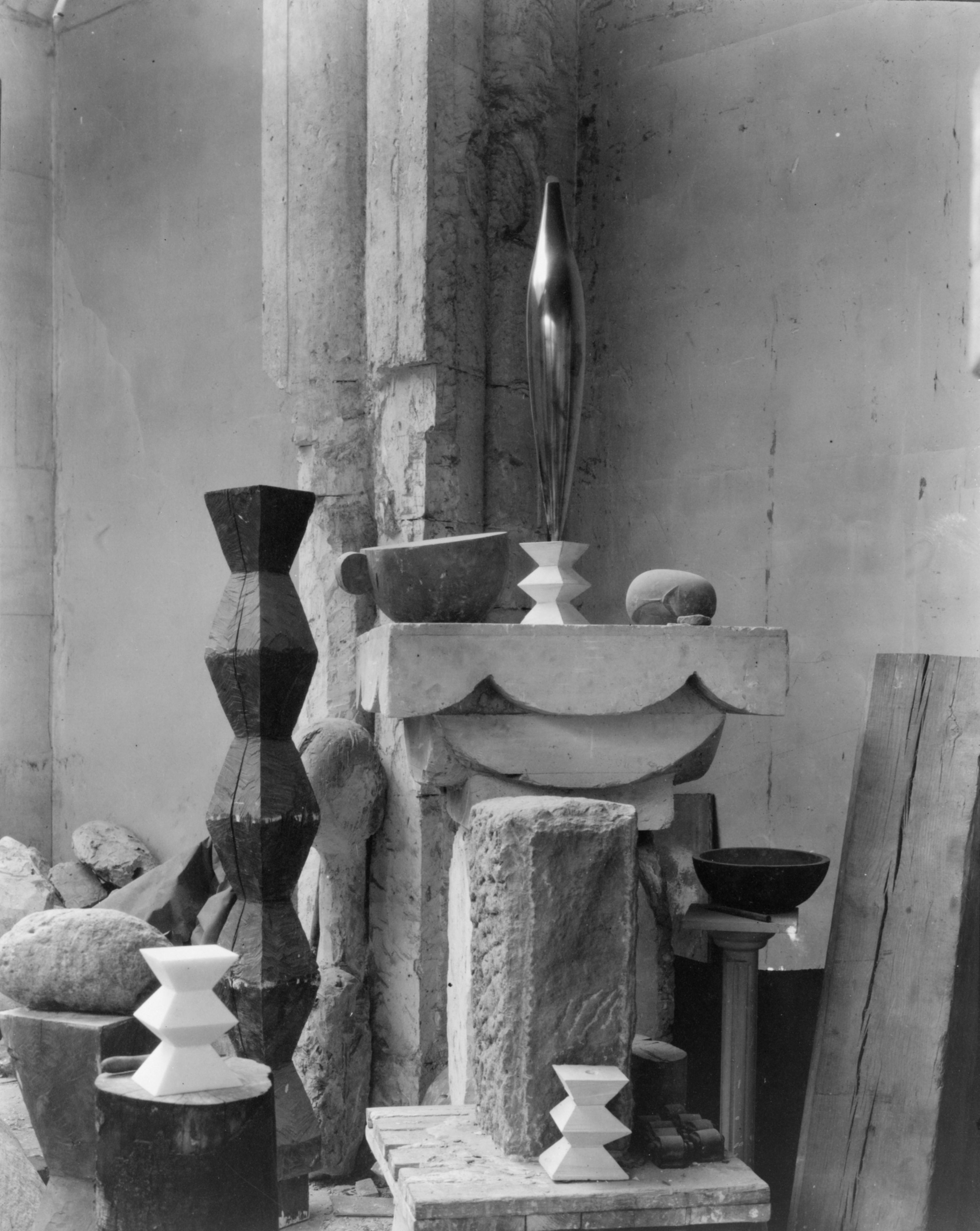
『ブランクーシの仕事場』、1920年
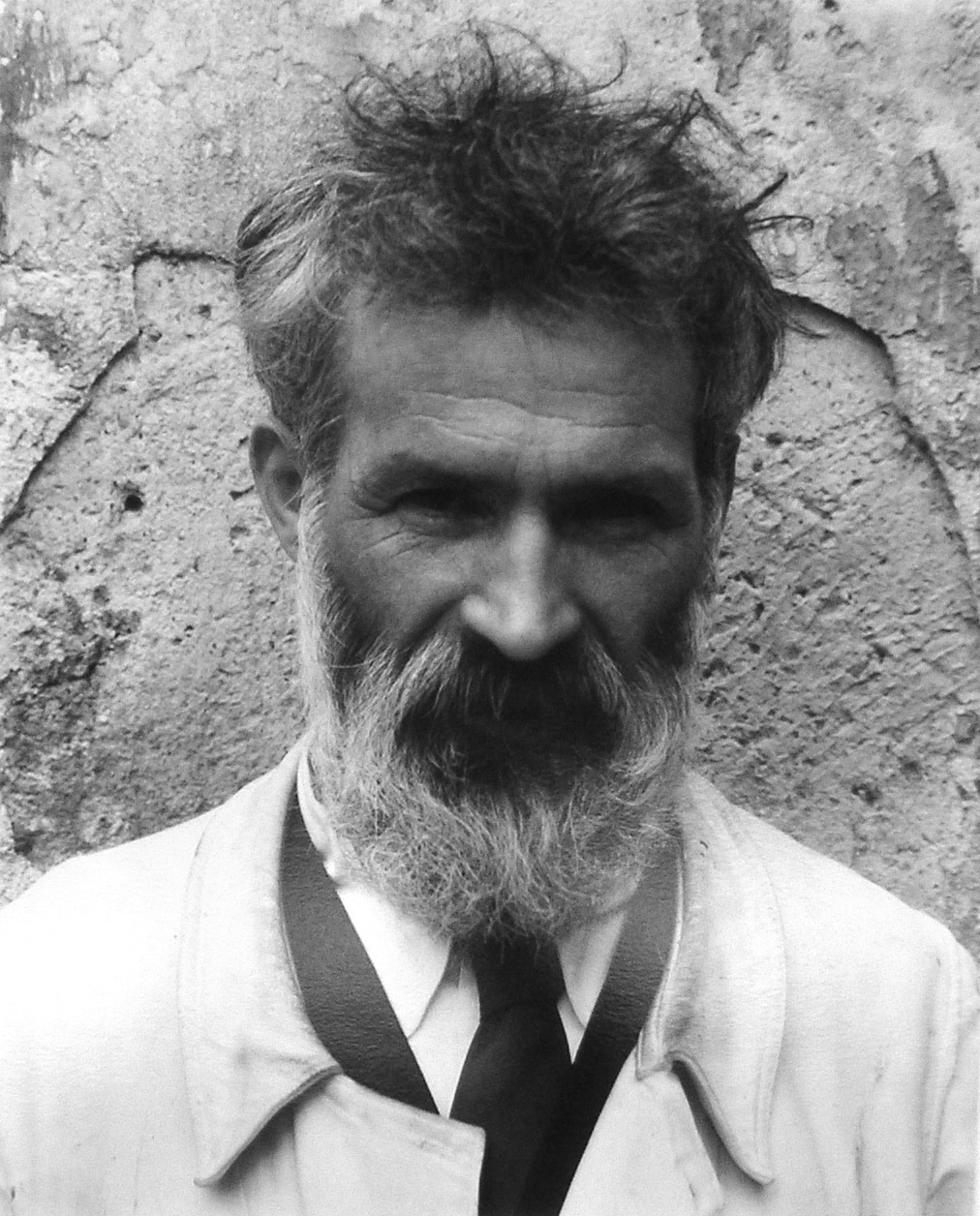
『コンスタンティン・ブランクーシの肖像』、1922年
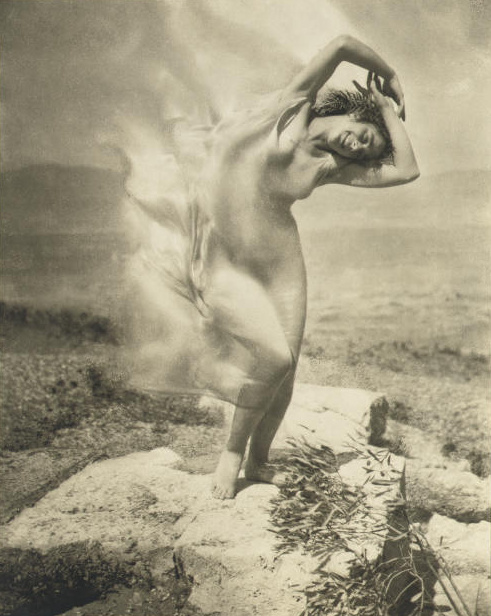
『風の火 - アクロポリスで踊るテレーズ・ダンカン（イサドラの娘）』、1921年
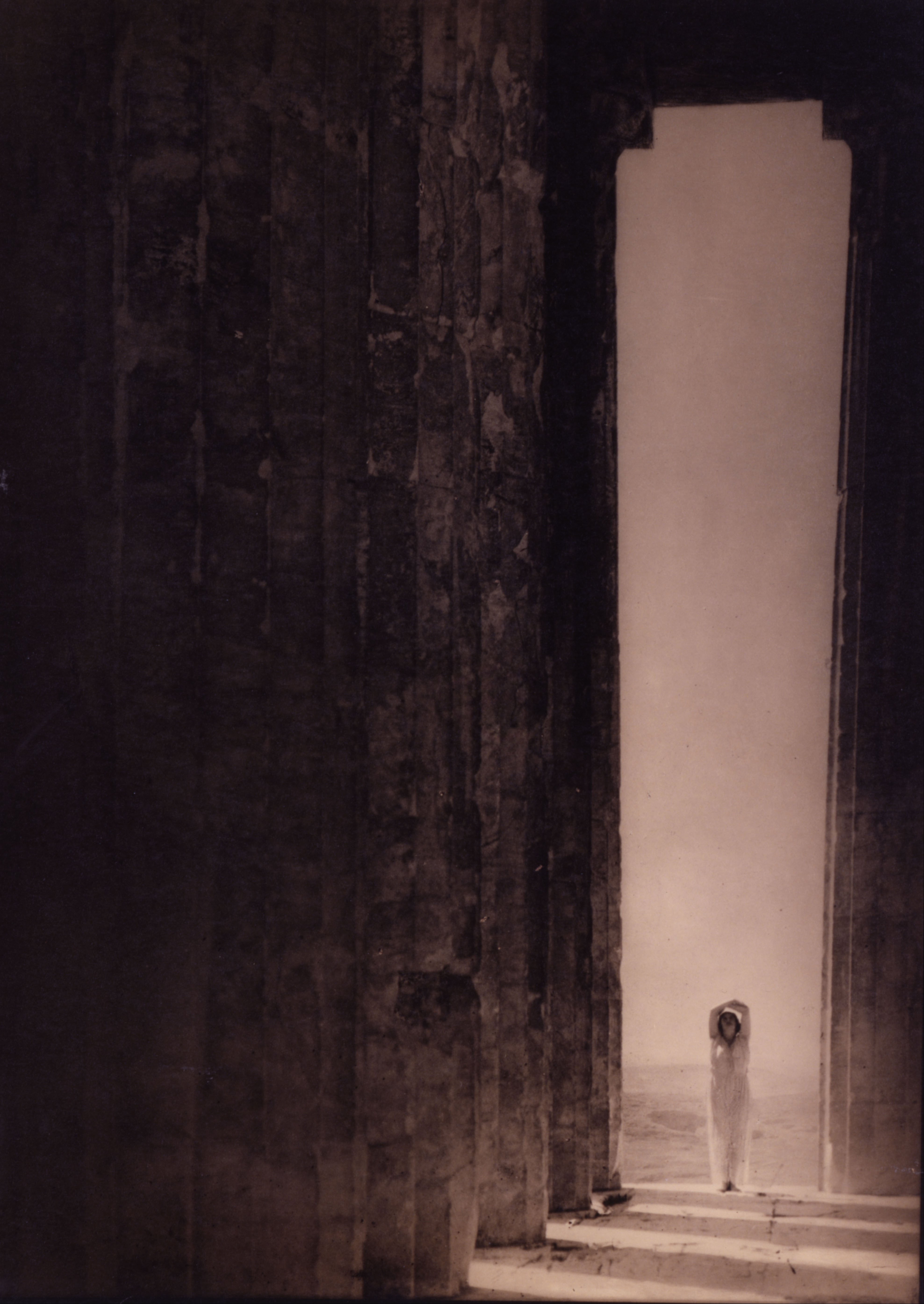
『パルテノン神殿でのイサドラ・ダンカン』、1921年
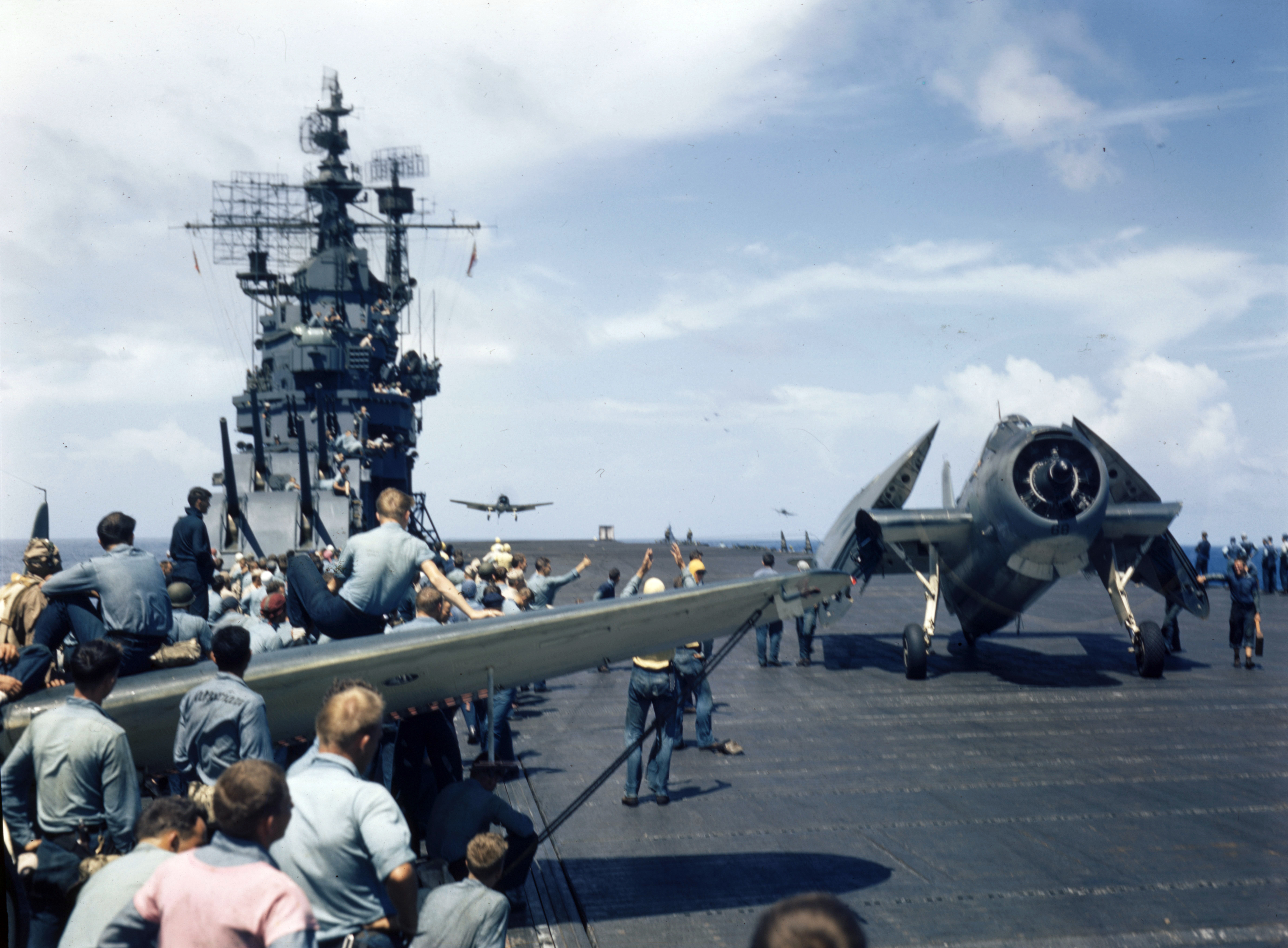
『航空母艦「レキシントン」に戻るCVG-16航空団』、1943年
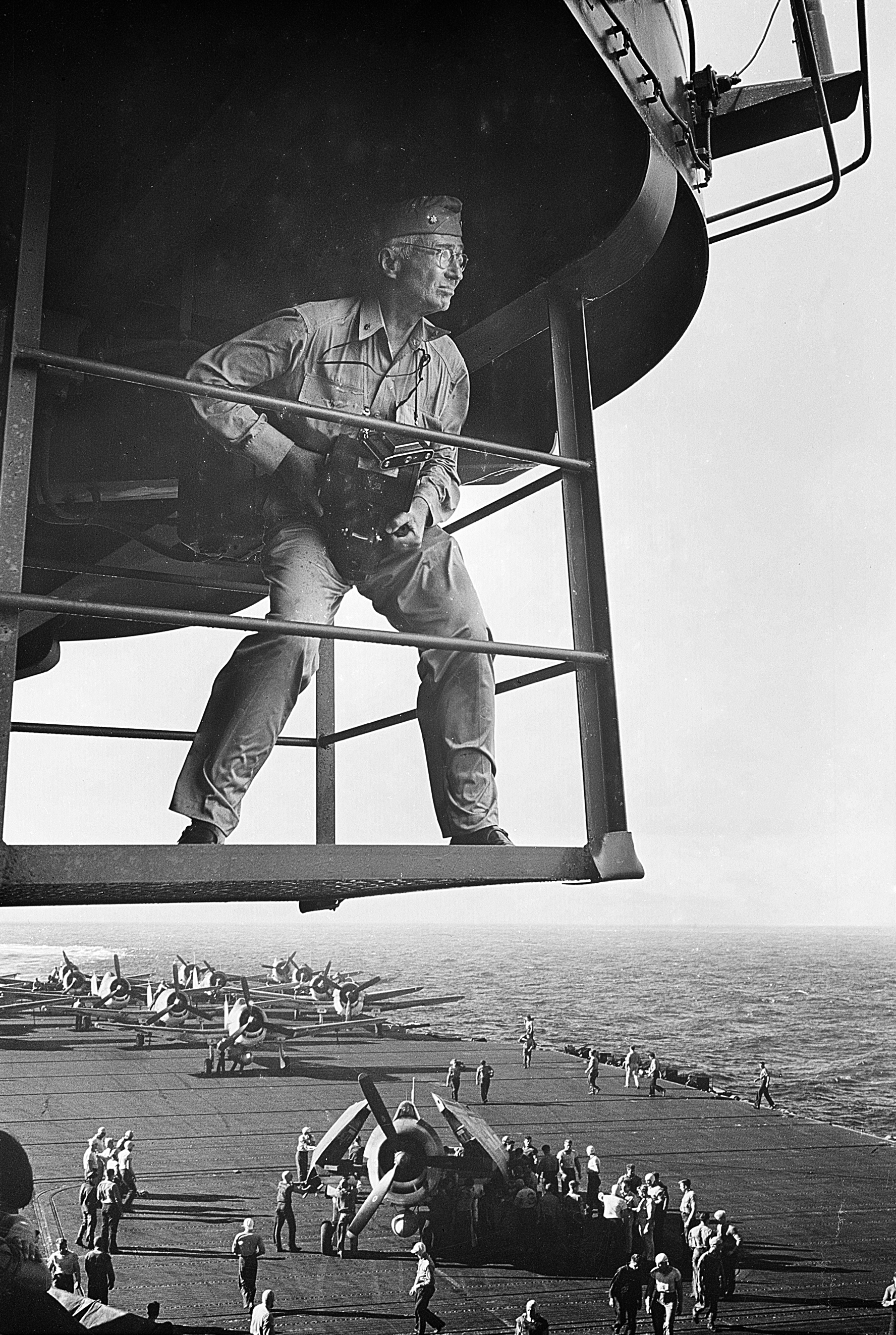
『「レキシントン」デッキ上のエドワード・スタイケン』、ヴィクター・ ヨルゲンセン撮影、1943年11月

## 日本語文献
- 『写真集　人間家族』 新倉俊一訳、冨山房、1994年
- 『エドワード・スタイケン　モダン・エイジの光と影』 世田谷美術館編、クレヴィス、2013年
- 『エドワード・スタイケン写真集成』　トッド・ブランドウ／ウィリアム・ユーイング編、岩波書店、2013年